# Kawasaki W175
La Kawasaki W175 è una motocicletta prodotta dalla casa motociclistica giapponese Kawasaki dal 2017. 

## Descrizione
Presentata in anteprima mondiale  a Giacarta nel novembre 2017, la moto è stata inizialmente commercializzata solo per il mercato interno indonesiano. In seguito è stata esportata in Thailandia, Filippine e alcuni mercati latinoamericani come Uruguay, Messico e Bolivia.
A spingere la moto c'è un motore monocilindrico a quattro tempi dalla cilindrata di 177 cm³ raffreddato ad aria. La W175 è una scrambler in stile retrò, che fa parte della gamma Kawasaki W insieme alla Estrella (chiamata anche W250), W650 e W800.
Il motore è alimentato da un carburatore Mikuni VM24. Come sulla W800, non ha l'avviamento a pedale, ma è dotata di avviamento elettrico.
Nel 2022 ha subìto un leggero aggiornamento.